# Бек, Аарон
Аарон Темкин Бек (англ. Aaron Temkin Beck; 18 июля 1921, Провиденс — 1 ноября 2021[…], Филадельфия, Пенсильвания) — американский психотерапевт, профессор психиатрии Пенсильванского университета, создатель когнитивной психотерапии, одного из направлений современного когнитивно-бихевиорального направления в психотерапии, крупный специалист в области лечения депрессий. Когнитивная терапия А. Т. Бека наиболее широко применялась в области работы с депрессивными больными.

## Биография
Родился в семье еврейских иммигрантов из Российской империи. Его отец Гарри Бек (Гершл Бык, 1884—1968) был издателем и уроженцем Проскурова (ныне — Хмельницкий, областной центр на западе Украины), иммигрировавшим в США в 1906 году. Мать, Элизабет Темкин (1889—1963), иммигрировала в США из Любеча и была общественным деятелем еврейской общины Провиденса (Род-Айленд). Родители поженились в 1909 году.
Первоначально получил психоаналитическую подготовку, но, разочаровавшись в психоанализе, создал собственную модель депрессии и новый метод лечения аффективных расстройств, который получил название когнитивной терапии. Её основные положения сформулировал независимо от А. Эллиса, разработавшего в 1950-е годы метод рационально-эмоциональной психотерапии. Если психоанализ объясняет невроз бессознательными факторами, поддающимися выявлению лишь с помощью психоаналитических толкований, то А. Бек в своей монографии «Когнитивная терапия и эмоциональные расстройства» (1976) выдвинул принципиально новый подход к изучению и лечению эмоциональных нарушений: «Ключ к пониманию и решению психологических проблем находится в сознании пациента». В 1994 году профессор Аарон Бек и его дочь профессор Джудит Бек создали Институт когнитивной психотерапии и исследований (англ. Beck Institute for Cognitive Therapy and Research) в окрестностях Филадельфии. Основная миссия этого института — разработка и проведение тренинговых программ по когнитивной психотерапии, предназначенных для обучения различных специалистов, работающих в сфере соматического и психического здоровья.
Аарон Бек является автором многих книг и статей о применении когнитивной терапии в целях предотвращения самоубийств и при эмоциональных нарушениях: депрессии, тревожности, фобиях.
Умер 1 ноября 2021 года.

## Научные труды
- Beck A. T. The diagnosis and management of depression. — Philadelphia: University of Pennsylvania Press, 1967. — ISBN 0-8122-7674-4.
- Beck A T. Depression: Causes and treatment. — Philadelphia: University of Pennsylvania Press, 1972. — ISBN 978-0-8122-7652-7.
- Beck A T. Cognitive therapy and the emotional disorders. — Madison: International Universities Press, Inc.[англ.], 1975. — ISBN 0-8236-0990-1.
- Beck A. T., Rush, A. J., Shaw B. F., Emery G. Cognitive therapy of depression. — New York: Guilford Press[англ.], 1979. — ISBN 0-89862-000-7.
- Beck A. T. Love is never enough: How couples can overcome misunderstandings, resolve conflicts, and solve relationship problems through cognitive therapy. — New York: Harper Paperbacks, 1989. — ISBN 978-0-06-091604-6.
- Scott J., Williams J. M., Beck A.T. Cognitive therapy in clinical practice: An illustrative casebook. — New York, London: Routledge, 1989. — ISBN 0-415-00518-3.
- Beck A. T., Wright F. D., Newman C. F., Liese B. S. Cognitive therapy of substance abuse. — New York: Guilford Press[англ.], 1993. — ISBN 9781572306592.
- Alford B. A., Beck A. T. The integrative power of cognitive therapy. — New York: Guilford Press[англ.], 1998. — ISBN 1-57230-396-4.
- Beck A. T. Prisoners of hate: The cognitive basis of anger, hostility, and violence. — New York: HarperCollins Publishers, 1999. — ISBN 0-06-019377-8.
- Clark D. A., Beck A. T. Scientific foundations of cognitive theory and therapy of depression. — New York: Wiley, 1999. — ISBN 0-471-18970-7.
- Beck A. T., Freeman A., Davis D. D. Cognitive therapy of personality disorders. — New York: Guilford Press[англ.], 2003. — ISBN 1-57230-856-7.
- Wright J. H., Thase M. E., Beck A. T., Ludgate J. W. Cognitive therapy with inpatients: Developing a cognitive milieu. — New York: Guilford Press[англ.], 2003. — ISBN 0-89862-890-3.
- Winterowd C., Beck A. T., Gruener D. Cognitive therapy with chronic pain patients. — New York: Springer Publishing Company, 2003. — ISBN 0-8261-4595-7.
- Beck A. T., Emery G., Greenberg R. L. Anxiety disorders and phobias: A cognitive perspective. — New York: Basic Books, 2005. — ISBN 0-465-00587-X.
- Beck A. T., Rector N. A., Stolar N., Grant P. Schizophrenia: Cognitive theory, research, and therapy. — New York: Guilford Press[англ.], 2008. — ISBN 978-1-60623-018-3.
- Clark D. A., Beck A. T. Cognitive therapy of anxiety disorders: Science and practice. — New York: Guilford Press[англ.], 2010. — ISBN 978-1-60623-434-1.
- Wenzel A., Liese B. S., Beck A. T., Friedman-Wheeler D. Group cognitive therapy of addictions. — New York: Guilford Press[англ.], 2012. — ISBN 9781462505661.

### Переводы на русский язык
- Когнитивная психотерапия расстройств личности = Cognitive Therapy of Personality Disorders / Под ред. А. Бека, А. Фримена. — СПб.: Питер, 2002. — 544 с. — (Практикум по психотерапии). — 5000 экз. — ISBN 5-318-00199-8.
- Бек А., Раш А., Шо Б., Эмери Г. Когнитивная терапия депрессии = Cognitive Therapy of depression. — СПб.: Питер, 2003. — 304 с. — (Золотой фонд психотерапии). — 3000 экз. — ISBN 5-318-00689-2.
- Бек А. Предисловие // Фриман А., Девульф Р. 10 ошибок, которые совершают люди. — 2-е изд. — СПб.: Питер, 2008. — 240 с. — (Сам себе психолог). — 5000 экз. — ISBN 978-5-388-00056-9.